# Wallingford (Iowa)
Wallingford es una ciudad ubicada en el condado de Emmet en el estado estadounidense de Iowa. En el Censo de 2010 tenía una población de 197 habitantes y una densidad poblacional de 78,17 personas por km².

## Geografía
Wallingford se encuentra ubicada en las coordenadas 43°19′13″N 94°47′33″O / 43.32028, -94.79250. Según la Oficina del Censo de los Estados Unidos, Wallingford tiene una superficie total de 2.52 km², de la cual 2.52 km² corresponden a tierra firme y (0%) 0 km² es agua.

## Demografía
Según el censo de 2010, había 197 personas residiendo en Wallingford. La densidad de población era de 78,17 hab./km². De los 197 habitantes, Wallingford estaba compuesto por el 99.49% blancos, el 0.51% eran afroamericanos, el 0% eran amerindios, el 0% eran asiáticos, el 0% eran isleños del Pacífico, el 0% eran de otras razas y el 0% pertenecían a dos o más razas. Del total de la población el 0.51% eran hispanos o latinos de cualquier raza.